# Padalī
Padalī (persiska: پدلی) är en ort i Iran.   Den ligger i provinsen Khorasan, i den nordöstra delen av landet, 900 km öster om huvudstaden Teheran. Padalī ligger 533 meter över havet och antalet invånare är 247.
Terrängen runt Padalī är kuperad åt sydväst, men åt nordost är den platt. Padalī ligger nere i en dal. Runt Padalī är det glesbefolkat, med 20 invånare per kvadratkilometer. Närmaste större samhälle är Chāleh Zard, 13,9 km norr om Padalī. Omgivningarna runt Padalī är i huvudsak ett öppet busklandskap.